# Ignace Henri Malo
Ignace (Ignatius) Henri Malo, (рус. Игнатий Генрихович Мало) (Białystok, 1819 - Kharkiv, 12 décembre 1884) est un professeur russe d'origine française.

## Biographie
Ignace Henri Malo né à Białystok (Pologne) est le fils de Henri Malo (russe : Генрих Иванович Мало), Français professeur au lycée de Białystok et Slonim, et de son épouse Catherine de Butromourizous. Il est professeur de langue et de littérature française à l'université impériale de Kharkov de 1853 à 1884, syndic de la colonie française catholique de la ville de 1860 à 1884. Le fondateur et le premier président de la « Société française de bienfaisance de Kharkoff » à partir de 1876. 
Après des études au lycées à Białystok et Kiev, il fut élève de l'académie médico-chirurgicale de Moscou (1838-), puis à l'université impériale de Moscou (1839, 1852). Il enseigna la géographie à Vilna, puis la langue française dans les lycées de Białystok et Kharkov. 
De 1853 à sa mort, il occupa la chaire de langue et littérature française à l'université impériale de Kharkov.
Il avait deux frères Nicolas (né en 1821 ) et Charles (né en 1827 ) et une demi-sœur Marie. Ses enfants Anthony (né en 1860) Sofie et Marie (1868-1941)
« ... Le Français d'origine, le fils de la France. Le propagandiste ardent de l'histoire française, les cultures et la langue.  (extrait de sa notice nécrologique 1884). 

## Œuvres
- Nouveau cours de géographie élémentaire, Vilna, 1846
- Statuts de la Société française de bienfaisance à Kharkoff de 1876, Kharkoff, 1913

## Sources
- Archive historique centrale de Moscou (ЦГАИМ). fonds 59. 1839
- State Archives of Kharkov Region. F. 14, desc.11, file 10
- Историко-филологический факультет Харьковского университета за первые 100 лет его существования 1805-1905. Под редакцией М. Г. Халанского, Д. И. Багалея. Харьков 1908
- Історія благодійності на Харківщині (до 350-річчя м. Харкова). Бібліографічний покажчик. Частина 1 / Уклад.: О. В. Кравченко. — Харків: Харківський приватний музей міської садиби, 2005. — 280 с. —  (ISBN 966-637-140-5). с 116